# بخوان
بخوان، روستایی در دهستان فارغان بخش فارغان شهرستان حاجی‌آباد در استان هرمزگان ایران است.

## جمعیت
بر پایه سرشماری عمومی نفوس و مسکن در سال ۱۳۹۵، جمعیت این روستا برابر با ۹۱ نفر (۳۶ خانوار) بوده است.